# Eylem Aladogan
Eylem Aladogan (Tiel, 24 oktober 1975) is een Nederlandse installatiekunstenaar, beeldhouwer en tekenaar.

## Leven en werk
Aladogan werd geboren in Tiel, als kind van Koerdische ouders uit Turkije. Tussen 1996 en 1999 was ze studente aan de Willem de Kooning Academie in Rotterdam. Tussen 2004 en 2005 nam ze deel aan de Rijksakademie van beeldende kunsten in Amsterdam. Ze maakt tekeningen, beeldhouwwerken en installaties die de hele ruimte in beslag nemen.
Haar werken komen voort uit haar persoonlijke bevindingen met en fascinatie voor het fenomeen kracht, met name de manier waarop wilskracht tot stand komt. Volgens Aladogan moet men, om wilskracht te genereren, "onvermijdbare, existentiële angsten overwinnen". In haar werk speelt ze met het psychologische contrast tussen angst en wilskracht.

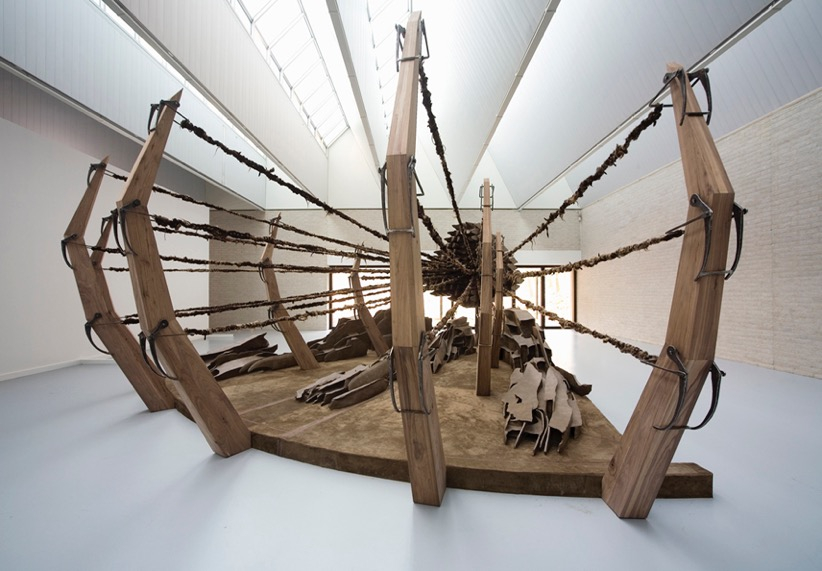
Before Departure (all my changes were there), Kröller-Müller 2008

Hierbij speelt het materiaalgebruik een onontbeerlijke rol. Aladogan combineert meer traditionele ambachtelijke technieken met moderne technologie. Ze is gefascineerd door natuur en architectuur. Bij het realiseren van haar beeldhouwwerken is het voor Aladogan een uitdaging om steeds op zoek te gaan naar de meest pure vorm die het dichtst komt bij wat zij probeert uit te drukken.
In 2006 maakte zij een reis door de woestijn van Arizona, Utah en Nevada in de Verenigde Staten. Het verlate woestijnlandschap dat ze daar aantrof, gebruikte ze als uitgangspunt voor haar werk om de emoties van angst en kracht te visualiseren. Met haar monumentale installaties wil Aladogan de bezoeker als het ware omsluiten in het werk en tegelijkertijd een illusie van constante beweging wekken.
Aladogan werkt in Rotterdam en Amsterdam. In 2005 won ze de ABN AMRO Kunstprijs. In 2008 had ze een solotentoonstelling met installaties in het Kröller-Müller Museum in Otterlo, getiteld Eylem Aladogan. Daarnaast werden haar tekeningen en installaties in 2009 tentoongesteld in Museum Boijmans van Beuningen in Rotterdam. In 2009 was ze de winnaar van de Volkskrant Beeldende Kunst Prijs.